# Marco e Seus Amigos
Marco e Seus Amigos é uma tira cômica criada por Tako X e Eduardo Moreira.
Em 1987, o quadrinista Tako X criou, em parceria com o roteirista Eduardo Moreira, a tira cômica Marcozinho, que contava as histórias do personagem título: um adulto de pernas cabeludas que vestia roupa de marinheiro e agia como criança. As tiras eram publicadas no suplemento infantil Gazetinha, do jornal Gazeta do Povo com roteiros de Eduardo e a arte de Tako, exceto entre 1990 e 1994, período em que Tako trabalhou no Japão como ilustrador comercial, quando roteiro e arte foram assumidos por Eduardo.
Em 1994, Tako reassumiu a arte da tira e o personagem passou a se chamar Marco e foi "transformado" em uma criança de 10 anos, que vivia histórias divertidas ao lado da tartaruga Galapinha. Em 1995, a tira passou a ter o nome de Marco e Galapinha e seguiu sendo publicada regularmente na Gazetinha até 2000, quando o jornal parou de publicar o suplemento infantil.
Após um hiato de quase 15 anos, em 2015 Tako X voltou a publicar novas histórias do personagem na internet, agora com roteiros de Alessandra Freitas. Além de assumir os roteiros, Alessandra também cocriou os novos personagens Olivia, Chanão, Rokita e Marrie. A tira, agora com o título de Marco e Seus Amigos, ganhou o Prêmio Angelo Agostini de melhor web quadrinho em 2017.